# Бусаргін Микола Матвійович
Микола Матвійович Бусаргін (1919—1990) — командир 5-ї стрілецької роти 932-го стрілецького полку (252-а стрілецька дивізія, 46-а армія, 2-й Український фронт), лейтенант.

## Біографія
Народився 11 листопада 1919 року в селі Покровка (нині — Давлекановського району Башкортостану) в сім'ї селянина. Росіянин.
Освіта неповна середня. До призову в армію працював помічником бригадира тракторної бригади в Асиликульської МТС Давлекановського району.
У Червону армію призваний у 1939 року Давлекановським райвійськкоматом. На фронті Другої світової війни з липня 1941 року. В 1942 році закінчив курси молодших лейтенантів, в 1944 році — курси «Постріл». Член ВКП(б)/КПРС з 1945 року.
Лейтенант М. М. Бусаргін особливо відзначився в боях за визволення Чехословаччини. 23 березня 1945 року Бусаргін зі своєю ротою в бою біля міста Комарно першим вийшов до річки Дунай, відрізавши гітлерівцям шляхи відходу. В ніч з 29 на 30 березня 1945 року він зі своєю ротою під сильним мінометним і кулеметним вогнем противника першим форсував річку Дунай, захопив плацдарм і закріпився на ньому. Всі спроби гітлерівців скинути роту в річку закінчилися невдачею. Всі атаки ворожої піхоти за підтримки танків, самохідних установок і бронетранспортерів були відбиті з великими втратами для ворога. М. М. Бусаргин, постійно перебуваючи в бойових порядках, особистим прикладом надихав бійців. Розпочатою контратакою рота вибила гітлерівців з їхніх траншей і, просуваючись уперед на плечах відступаючого противника, увірвалася в місто Комарно, відкривши шлях частинам дивізії.
Після війни Бусаргін продовжував службу в Радянській армії. У 1950 році закінчив окружні КУОС, в 1958 — курси «Постріл». З 1959 року майор М. М. Бусаргін — в запасі.
Жив і працював у місті Нальчик (Кабардино-Балкарія). Помер 26 липня 1990 року.

## Нагороди
- Звання Героя Радянського Союзу з врученням ордена Леніна і медалі «Золота Зірка» (№ 6305) Миколі Матвійовичу Бусаргіну присвоєно 15 травня 1946 року.[1]
- Орден Леніна
- Орден Вітчизняної війни 1-го ступеня (06.04.1985)[2]
- 3 ордена Червоної Зірки (06.07.1943)[3]; (29.01.1945)[4]
- Медалі